# Мумба – Порт-Бонітон
Мумба — Порт-Бонітон (Moomba — Port Bonython) — складова частина нафтогазової інфраструктури Австралії.
Родовища розташованого у центрі Австралії басейну Купер-Ероманга передусім продукують природний газ, втім, під час їх розробки також отримують суттєві обсяги гомологів метану — як газів, так і конденсату з нафтою. Частина цього ресурсу доправляється з газопереробного заводу Мумба на південне узбережжя по трубопроводу Мумба — Порт-Бонітон, який споруджений в 1983 та введений у повноцінну експлуатацію в 1984 році. Перші 370 кілометрів траси пролягають в одному коридорі з газопроводом Мумба – Аделаїда, після чого Мумба — Порт-Бонітон відхиляється на південний захід.
Трубопровід має довжину 659 кілометрів та діаметр 356 мм. Він споруджений у підземному виконанні на глибині у 0,9 метра (на перетині з дорогами та руслами водотоків заглиблення становить 1,2 метра).
Для перекачування вуглеводнів спорудили дві насосні станції — у Мумбі та на 370-му кілометрі, при цьому остання станом на кінець 2000-х вже виведена з експлуатації. Насоси забезпечують робочий тиск у 10,34 МПа.
У кінцевому пункті маршруту доправлена вуглеводнева суміш передається на установку фракціонуваня Порт-Бонітон.